# Rubus taiwanicola
Rubus taiwanicola är en rosväxtart som beskrevs av Gen-Iti Koidzumi och Ohwi. Rubus taiwanicola ingår i släktet rubusar, och familjen rosväxter. Inga underarter finns listade i Catalogue of Life.